# Gai Fanni (historiador)
Gai Fanni (en llatí Caius Fannius) va ser un historiador romà del segle i. Formava part de la gens Fànnia, una gens romana d'origen plebeu.
Va ser autor d'un treball sobre les persones exiliades o executades per Neró, sota el títol d'Exitus Occisorum aut Relegatorum. Constava de tres llibres però va quedar inacabada, ja que estava previst afegir més llibres si Fanni hagués viscut més temps. L'obra sembla que va ser molt popular a l'època, tant pel seu tema com pel seu estil. Fanni va ser contemporani de Plini el jove.